# 宇田新太郎
宇田新太郎 （1896年6月1日—1976年8月18日）是一位日本工程师，曾任东北大学教授。他专攻电气工程与通信工程，与八木秀次合作发明了八木天线

## 履历
日本富山县下新川郡舟见町（现入善町）出身，从鱼津中学，广岛高等师范学校毕业后，在长野县旧制大町中学任教。随后进入东北帝国大学工学部电气工程系。1924 年毕业后，他直接进入大学工作，并从事当时东北帝国大学蓬勃发展的无线电研究，与八木秀次共同发明了八木天线。
晚年，他前往印度并担任印度国家物理研究所电子系主任（1955 年 4 月 1 日至 1958 年 3 月 31 日）。 在此期间，他利用日本通信设备积累了大量热带微波通信线路的基础数据。 1960 年，他成为神奈川大学工学院的教授。
1966年，他获得勋二等瑞宝章，去世之后，被追赠勋二等旭日重光章。

## 轶事
宇田新太郎去世之前，希望在自己的坟墓上竖立一根八木天线。然而在坟墓上竖立天线太奇怪了，家属决定改为在宇田家的坟墓上雕刻八木天线。